# ヴェストマンランド県

ヴェストマンランド県
Västmanlands län

ヴェストマンランド県（ヴェストマンランドけん、Västmanlands län）とは、スウェーデンの県の一つで略号はU。スウェーデン中部に位置し、南側はスウェーデン第三の湖メーラレン湖に面している。県庁所在地はヴェステロース(Västerås)市。県の面積は5146平方キロメートルで、2017年現在の人口は27万0535人。
ヴェステロースはスウェーデンの中でも歴史的の古い都市で、スウェーデンがカルマル同盟から離脱（独立）した後、グスタフ1世が1527年に最初の身分制議会を招集したのもヴェステロースであった。但し、一般的には1435年にアルボーガでも議会的な集会があったされ、こちらの方を最初のスウェーデンの議会とする説もある。
ヴェステロース市にはメーラルダーレン大学(Mälardalens högskola)がキャンパスの内の一つを置いている。もう一方のキャンパスは、メーラレン湖を挟んで対岸のエシルストゥーナ市にある。

## 市
ヴェストマンランド県には11の市がある。(アルファベット順)
- アルボーガ (Arboga)
- ファーゲシュタ (Fagersta)
- ハルストハンマル (Hallstahammar)
- ヘービー (Heby)
- クングスエー (Kungsör)
- ショーピング (Köping)
- ノールベリ (Norberg)
- サーラ (Sala)
- シンスカッテベリ (Skinnskatteberg)
- スラハンマル (Surahammar)
- ヴェステロース (Västerås)